# Малруни, Ричард
Ри́чард Малру́ни (англ. Richard Mulrooney; 3 ноября 1976, Мемфис, Теннесси, США) — американский футболист, выступавший на позициях полузащитника и защитника.

## Карьера игрока

### Университетский футбол
В 1995—1998 годах Малруни обучался в Крейтонском университете и играл за университетскую футбольную команду «Крейтон Блюджейз». В Национальной ассоциации студенческого спорта забил 19 мячей и отдал 52 результативные передачи. В 1996 году помог «Блюджейз» впервые дойти до финала четырёх NCAA. В 1998 году был признан игроком года Конференции долины Миссури, был включён в первую всеамериканскую символическую сборную NCAA и номинировался на Херманн Трофи, награду лучшему игроку студенческого футбола США, заняв шестое место.

### Клубная карьера
На драфте колледжей MLS 1999 Малруни был выбран в первом раунде под общим третьим номером клубом «Сан-Хосе Клэш». Его профессиональный дебют состоялся 20 марта 1999 года в матче стартового тура сезона против «Чикаго Файр», в котором он отыграл последние шесть минут. В матче против «Чикаго Файр» 23 июля 1999 года забил свой первый гол в профессиональной карьере. По итогам сезона 1999, сыграв во всех 32-х матчах регулярного чемпионата, номинировался на звание новичка года в MLS. 31 октября 2000 года был отдан в аренду «Даллас Бёрн» на три выставочных матча в недельном туре по Мексике. 14 сентября 2002 года в матче против «Лос-Анджелес Гэлакси» сломал правую лодыжку, из-за чего пропустил остаток регулярного чемпионата и плей-офф. 20 августа 2003 года Малруни подписал новый многолетний контракт с «Сан-Хосе Эртквейкс». Принимал участие в Матчах всех звёзд MLS 2002 и 2004.
14 января 2005 года «Сан-Хосе Эртквейкс» обменял Ричарда Малруни и Артуро Альвареса с 6-м и 29-м пиками супердрафта MLS 2005 «Далласу» на Брэда Дэвиса с распределительными средствами и 4-м пиком супердрафта MLS 2005. Свой дебют за «Даллас», 2 апреля 2005 года в матче стартового тура сезона против «Чикаго Файр», он отметил голом. 14 мая 2005 года в матче против «Сан-Хосе Эртквейкс» получил разрыв крестообразной связки правого колена. Вернулся на поле 10 мая 2006 года в матче против «Лос-Анджелес Гэлакси», заменив на 69-й минуте Рамона Нуньеса. Принял участие в Матче всех звёзд MLS 2006, в котором команда звёзд MLS встретилась с английским «Челси». По итогам сезона 2006, в котором забил один гол и отдал девять голевых передач, Малруни был назван возвратившимся игроком года в MLS.
20 марта 2007 года Малруни был обменян в новообразованный клуб «Торонто» на пик первого раунда супердрафта MLS 2008 и распределительные средства. 7 апреля 2007 года сыграл в матче стартового тура сезона против «Чивас США», ставшем для канадского клуба дебютом в MLS.
19 апреля 2007 года «Торонто» обменял Малруни «Хьюстон Динамо» на Кевина Голдзуэйта и пик первого раунда супердрафта MLS 2008. За «Динамо» он дебютировал 21 апреля 2007 года в матче против «Нью-Йорк Ред Буллз», заменив Брэда Дэвиса на 70-й минуте. В июне 2008 года перенёс артроскопическую операцию на колене, после чего пропустил более двух месяцев. 12 мая 2009 года во время тренировки получил перелом левой скулы в результате столкновения. 13 июня 2009 года в техасском дерби против «Далласа» забил свой первый гол за «Хьюстон». 11 июля 2009 года в матче против «Сиэтл Саундерс» получил микроперелом правого колена, из-за чего был вынужден досрочно завершить сезон. 26 января 2010 года перезаключил контракт с «Динамо». По окончании сезона 2010 «Хьюстон Динамо» не стал продлевать контракт с Малруни.
Малруни был доступен на драфте возвращений MLS 2010, но остался невыбранным.

### Международная карьера
25 августа 2000 года Малруни был впервые вызван в сборную США на матч квалификации чемпионата мира 2002 против сборной Гватемалы, состоявшийся 3 сентября 2000 года. Дебютировал за сборную США 9 декабря 2001 года в товарищеском матче со сборной Республики Корея, выйдя на замену во втором тайме вместо Пабло Мастроени. Значился резервистом в составы сборной на Золотой кубок КОНКАКАФ 2002, чемпионат мира 2002 и Кубок конфедераций 2003. Принимал участие в Золотом кубке КОНКАКАФ 2003.

## Карьера тренера
В 2001—2002 годах Малруни на добровольных началах ассистировал главному тренеру футбольной команды Стэнфордского университета «Стэнфорд Кардинал» Брету Саймону.
15 января 2013 года Малруни вошёл в тренерский штаб футбольной команды Мемфисского университета «Мемфис Тайгерз» в качестве ассистента главного тренера Ричи Гранта. 25 февраля 2014 года был назначен главным тренером «Тайгерз».

## Достижения
Командные
 «Сан-Хосе Эртквейкс»
- Чемпион MLS (обладатель Кубка MLS): 2001, 2003

 «Хьюстон Динамо»
- Чемпион MLS (обладатель Кубка MLS): 2007

Индивидуальные
- Участник Матча всех звёзд MLS: 2002, 2004, 2006
- Возвратившийся игрок года в MLS: 2006